# فشار جریان هوای همواره مثبت
فشار جریان هوای همواره مثبت یا مداوم مثبت (انگلیسی: Continuous positive airway pressure) یا به طور مختصر CPAP حالتی از دستگاه جریان هوای مثبت است که فشار هوای ملایمی را به صورت مداوم اعمال می‌کند تا راه هوای بیمارانی را که خودشان نمی‌توانند بی‌اختیار نفس بکشند را باز نگه دارد. این دستگاه در واقع راهکار جایگزین برای فشار پایان-بازدمی مثبت یا PEEP است. هر دو روش لوله کیسه هوایی ریه‌ها را باز کرده و از این رو بخش بیشتری از ناحیه سطحی ریه را برای تهویه هوا به کار می‌گیرند. اما در حالی که PEEP به دستگاه‌هایی گفته می‌شود که فشار مثبت را فقط در پایان بازدم اعمال می‌کنند، اما دستگاه‌های CPAP فشار هوای مثبت را در تمام طول دوره تنفسی به صورت مداوم اعمال می‌کنند؛ بنابراین تهویه دهنده خودش در طول CPAP دوره تنفسی را ایجاد نمی‌کند و هیچ فشار اضافه‌ای بیشتر از سطح CPAP ایجاد نمی‌شود، بیماران باید تمام تنفس‌هایشان را خودشان آغاز کنند.
این روش برای بیمارانی که مشکل تنفسی دارند استفاده می‌شود همچون وقفه تنفسی در خواب یا نوزادانی که ریه‌های آنها کامل نشده است برای مثال سندرم زجر تنفسی نوزادان. این روش به کاهش پدیده بدقوارگی برونشی کمک می‌کند.

## راهکار ارزان در بنگلادش
اکتبر ۲۰۱۷، بی‌بی‌سی از نوآوری یک پزشک بنگلادشی خبر داد که بواسطه قرار دادن لوله پلاستیکی در یک قوطی شامپو که به میزان معینی از آب پر شده‌است عملکرد دستگاه CPAP را با هزینه‌ای معادل یک دلار و ۲۵ سنت برای درمان کودکان بنگلادشی شبیه‌سازی کرده‌است. سالانه حدود ۹۲۰ هزار کودک بیشتر در جنوب شرقی آسیا و جنوب صحرای آفریقا بر اثر ذات‌الریه یا التهاب باکتریایی ریه می‌میرند. قیمت دستگاه CPAP حدود ۱۵ هزار دلار است و بیمارستان‌های بنگلادش نمی‌توانند آن را تهیه کنند این نوآوری ارزان توانست جان ۷۵ درصد از کودکان را نجات دهد. در زبان هندی به نوآوری ارزان «جوگاد» گفته می‌شود. این دستگاه همچنین توانست هزینه اکسیژن مصرفی سالانه بیمارستان‌ها را از ۳۰ هزار دلار به ۶ هزار دلار کاهش دهد. این روش با عنوان CPAP حبابی شهرت دارد.